# Gisela Oechelhaeuser

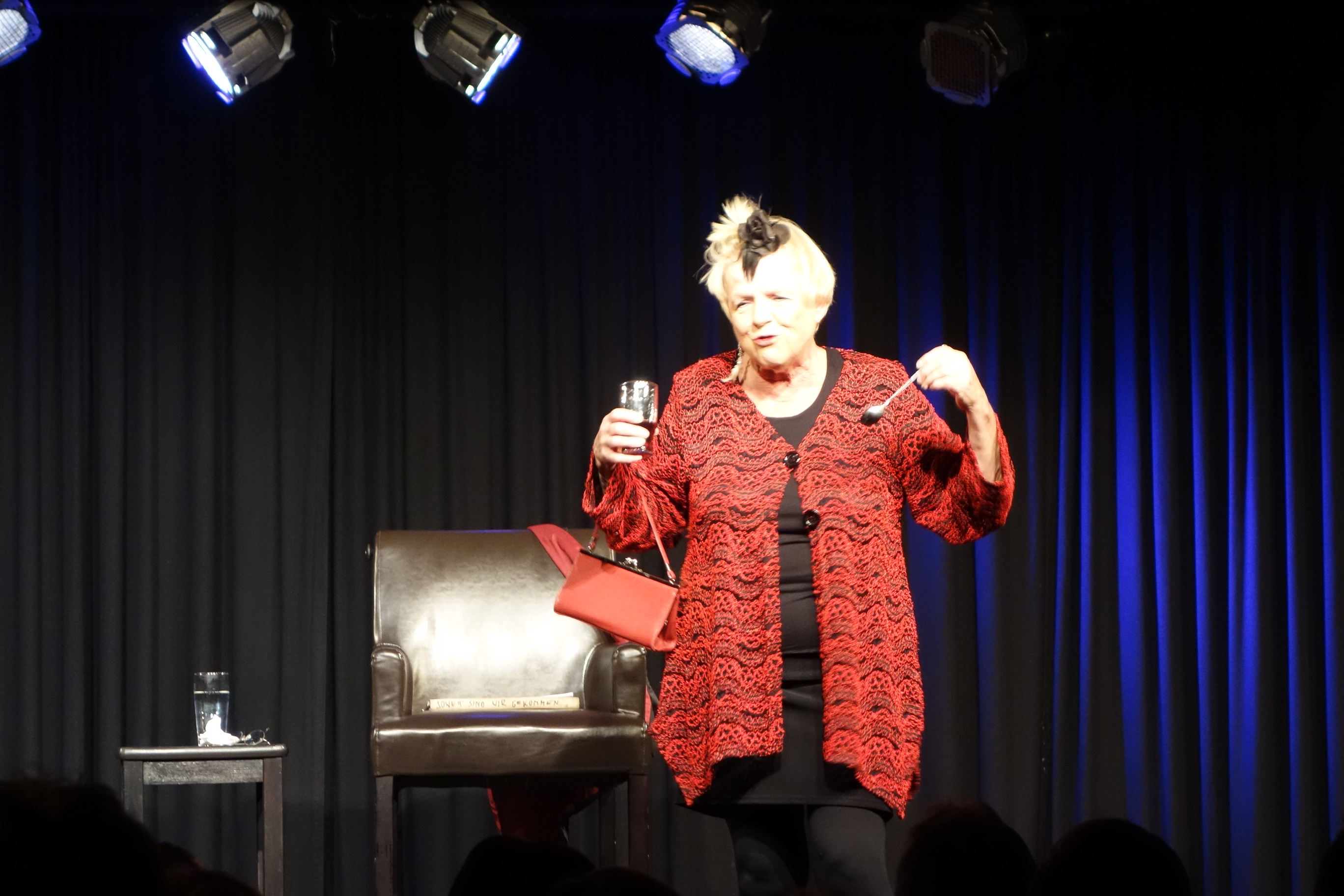
Gisela Oechelhaeuser (2015)

Gisela Oechelhaeuser, geborene Ekardt (* 22. Januar 1944 in Schmauch, Kreis Preußisch Holland in Ostpreußen) ist eine deutsche Kabarettistin.

## Leben
Die Pfarrerstochter und gelernte Industrieuhrenmacherin studierte an der Karl-Marx-Universität Leipzig Germanistik und Romanistik und wurde dort 1975 mit der Arbeit Zu Problemen der ästhetischen Theorie der ‚Kritischen Theorie‘ der Frankfurter Schule über Max Horkheimer und Theodor W. Adorno promoviert.
Während ihres Studiums spielte sie Studententheater und wurde 1975 Mitglied des Studentenkabaretts academixer. Später war sie Dozentin für Schauspielkunst, Kabarettistin und seit September 1984 Vizepräsidentin des neukonstituierten Komitees für Unterhaltungskunst der DDR. Sie war seit 1989 als Kabarettistin in der Distel tätig und leitete diese nach der politischen Wende 1990. Darüber hinaus moderierte sie im ORB-Fernsehen die Zeitzeugen-Sendung „Am Tag, als ...“.
1999 wurde eine von ihr geleistete Unterschrift bekannt, die sie als Inoffizielle Mitarbeiterin des DDR-Ministeriums für Staatssicherheit von 1976 bis 1980 ausweist, und sie schied aus der Distel aus. Seitdem tritt sie mit politischen Soloprogrammen und mit einem Programm, das sich der Schriftstellerin und sächsischen Mundartdichterin Lene Voigt widmet, als freischaffende Kabarettistin auf.
Oechelhaeuser war von 1980 bis 1995 mit dem Minister für Kultur der Regierung Modrow, Dietmar Keller, verheiratet.

## Zitate
„Ein guter Kabarettist muss sich mit dem Gedanken anfreunden, dass die Leute auch dann klatschen, wenn er tot von der Bühne fällt – weil sie glauben, das gehört auch zum Stück ...“
„Satire muss Dinge ganz auf die Spitze treiben. Das bringt Leute zum Lachen und damit zum Nachdenken – über Geschehnisse, die zum Heulen sind ...“

## Auszeichnungen
- 1998: Verdienstorden des Landes Berlin
- 2007: Kleinkunstpreis der Stadt Aschersleben

## Werke
- Von der Wende bis zum Ende. Wendejahr – die Distel im Scharfen Kanal. Berlin (Edition Hentrich) 1990.
- Lothar Bisky: „So tief bücke ich mich nicht!“. Berlin (Dietz Verlag) 1993, ISBN 978-3-320-01832-0
- Gisela Oechelhaeuser singt und spielt Lene Voigt. Ein Live-Mitschnitt. Audio-CD. Leipzig (Connewitzer Verlagsbuchhandlung) 2002, ISBN 978-3-928833-78-3
- Hiergeblieben! Leben in Geschichten. Berlin (Eulenspiegel Verlag) 2005, ISBN 978-3-359-01630-4

## Weiterführende Literatur
- Günter Gaus: Zur Person. Band 4. Mit Beiträgen über: Katarina Witt, Inge Vieth, Barbara Thalheim, Hildegard Hamm-Brücher, Gisela Oechelhaeuser, Antje Vollmer, Ellen Brombacher. Das Neue Berlin, Berlin 1999, ISBN 978-3-932180-03-3
- Hans-Dieter Schütt: Das halbstarke Lachen. Gespräche mit Gisela Oechelhaeuser. Berlin (Dietz Verlag) 1997, ISBN 978-3-320-01950-1